# Kammerhof (Bernhardswald)
Kammerhof ist ein Gemeindeteil von Bernhardswald im Oberpfälzer Landkreis Regensburg in Bayern. Südwestlich angrenzend besteht eine etwa 5,9 Hektar große Photovoltaik-Freiflächenanlage.

## Geografische Lage
Die Einöde Kammerhof liegt in der Region Regensburg, etwa vier Kilometer südöstlich von Bernhardswald und ungefähr 500 Meter westlich der Staatsstraße 2145.

## Geschichte
Im Stiftbuch der Hofmark Lichtenwald wird Kammerhof 1576 erstmals schriftlich erwähnt.
Der Pfarrer von Altenthann war an dem Anwesen nutzungsberechtigt und teilte sich mit dem Hofmarksherr den Zehnten des Hofes. 1582, 1588 und 1600 wurde Kammerhof von Lichtenwald zu Erbrecht verliehen.
Zum Stichtag 23. März 1913 (Osterfest) gehörte Kammerhof zur Pfarrei Altenthann mit einem Haus und 9 Einwohnern.
Am 31. Dezember 1990 hatte Kammerhof vier katholische Einwohner und gehörte zur Pfarrei Altenthann.